# Postdaytonska Bosna i Hercegovina
Nakon Titove smrti političke oprjeke među bosanskohercegovačkim narodima se produbljuju. S raspadom Jugoslavije, prevlast u BiH ostvaruju nacionalne stranke: na prvim slobodnim izborima potkraj 1990. Muslimani, tj. Bošnjaci, uglavnom se priklanjaju Stranci demokratske akcije (SDA), Hrvati Hrvatskoj demokratskoj zajednici BiH (HDZ BiH), a Srbi Srpskoj demokratskoj stranci (SDS). Te stranke prevladavaju u Skupštini BiH i u državnom predsjedništvu, kojem predsjeda postaje Alija Izetbegović (lider SDA). Bošnjačkim i hrvatskim nastojanjima za državnom samostalnošću BiH (Memorandum o suverenitetu, 12. listopada 1991.) protivilo s vodstvo SDS-a (Radovan Karadžić i dr.), koje je tijekom 1991. poticalo stvaranje Srpskih autonomnih oblasti unutar BiH. Vodstvo SDS-a bojkotiralo je rad državnih tijela, te je (21. prosinca 1991.) proglasilo Srpsku Republiku BiH (od 12. kolovoza 1992. Republika Srpska). Uz podršku Hrvatske, vojno-politički se organizirala hrvatska strana u BiH (predvođena Matom Bobanom i dr.), proglašenjem Hrvatske zajednice Herceg-Bosne (18. studenog 1991.; od 28. kolovoza 1993. Hrvatska Republika Herceg-Bosna). Na međunarodno priznanje BiH (7. travnja 1992.) srpska strana odgovorila je ratom (uz pomoć Srbije i Crne Gore) i do kraja 1992. zauzima oko 70% državnog teritorija (proganjajući muslimansko i hrvatsko stanovništvo). Srpskim snagama suprotstavlja se Hrvatsko vijeće obrane (HVO; osnovano 8. travnja 1992.), a potom i uglavnom bošnjačka Armija BiH (osnovana 4. srpnja 1992). Uslijedilo je više bezuspješnih međunarodnih inicijativa za okončanjem rata, a 1993. – 94. trajao je i hrvatsko-bošnjački sukob. Prestaje s posredovanjem SAD-a i uspostavljanjem hrvatsko-bošnjačke suradnje, koja je 1995. rezultirala vojnim uspjesima i okončanjem rata (Daytonski sporazum). Potom su unutar BiH stvorena dva entiteta: Federacija BiH (51% teritorija) i Republika Srpska (49% teritorija) te je uveden međunarodni politički (OESS, UN i dr.) i sigurnosni (NATO) nadzor radi održanja mira. Procjenjuje se da je tijekom rata u BiH (1992. – 95.) bilo više od 100 000 poginulih i oko 2,7 milijuna prognanih i pogođenih ratnim nasiljem.

## Mirovni planovi
Međunarodna zajednica dugo je i neuspješno pokušavala posredovati oko zaustavljanja rata, nastojeći pronaći prihvatljiv model preuređenja BiH. Prvi pokušaj bio je tzv. Cutilierov plan kantonizacije u ožujku 1992. U siječnju 1993. predložen je Vance-Owenov plan kantonizacije (10 provincija), koji je produbio suprotnosti između Hrvata i Bošnjaka. Owen-Stoltenbergov plan iz kolovoza 1993. uvelike se udaljio od načela cjelovitosti prijedlogom o labavoj tročlanoj Uniji BiH, po kojem bi Srbi zadržali najveći dio okupiranog teritorija. Plan Kontaktne skupine (lipanj 1994.) bio je tek ublažena varijanta prethodnog plana za podjelu BiH. Osnovni nedostatak svih planova bio je izostanak preventivnih i provedbenih mjera, a to je pogodovalo Srbima. Diplomatsko posredništvo pratila je i mirovna operacija UN-a, koja se nadovezala na razmještaj mirovnih snaga u Hrvatskoj (UNPROFOR). Mirovne snage u BiH imale su samo humanitarni mandat (dostava pomoći) i nisu mogle osigurati provedbu diplomatskih planova. Postupno su rasle i razlike u gledištima velikih sila, pa su izbili na vidjelo parcijalni interesi, a sve je to posve umanjilo vjerodostojnost i blokiralo učinkovitost diplomatskog posredovanja. Bošnjačko-hrvatski sukob je zaustavljen tek posredovanjem SAD-a i sklapanjem Washingtonskih sporazuma (18. ožujka 1994.). Obnovljena je suradnja, uspostavljena federacija Hrvata i Bošnjaka, a predviđena je njezina konfederacija s Hrvatskom. U Mostaru je uvedena privremena uprava EU. Potpunu nemoć međunarodna je zajednica iskazala u srpnju 1995. kada su Srbi nekažnjeno zauzeli »zaštićene zone UN-a« Srebrenicu i Žepu. Pokrenuli su i ofenzivu na zaštićeno bihaćko područje, ali ih je zaustavio HV operacijom »Olujom«. Zajednički hrvatsko-bošnjački vojni uspjesi tijekom jeseni 1995. omogućili su i zamah pregovaračkog procesa. Temeljni sporazum kojim je završen rat i definiran državnopravni okvir BiH postignut je tijekom pregovora koji su se 1. – 21. studenog 1995. održali u američkoj vojnoj bazi Wright-Patterson kraj Daytona u Ohiju. Tzv. Daytonski sporazum, službeno potpisan 14. prosinca 1995. u Parizu, obuhvaća Opći okvirni sporazum za mir u BiH i 12 dodataka koji se odnose na pojedina pitanja. BiH je uređena kao država sastavljena od dvaju entiteta: Federacija BiH (51% teritorija) i Republika Srpska (49%). Grad Brčko, prvotno ostavljen za arbitražu, odlukom je međunarodne arbitraže 1999. dobio status neutralnoga distrikta pod središnjom vlašću. Provedbu vojnoga dijela Daytonskoga sporazuma osigurale su međunarodne Provedbene snage (IFOR, od 1997. Stabilizacijske snage ili SFOR) pod zapovjedništvom NATO-a. Provedbu civilnoga dijela sporazuma preuzelo je više organizacija (OESS, UN, UNHCR), a najveće je ovlasti dobio visoki predstavnik (do 30. svibnja 1997. Carl Bildt, potom Carlos Westendorp).

## Nakon Daytona
Posljedice rata katastrofalne su, gospodarski sustav potpuno je razoren, a demografska slika poremećena, premda precizni podatci iz razumljivih razloga nisu potpuno sagledivi. Procjenjuje se da je broj poginulih veći od 100 000. Prema procjeni UNHCR-a, 1995. oko 2 700 000 stanovnika bilo je prognano, izravno ugroženo ratnim operacijama ili pogođeno drugim oblicima nasilja. U skladu s Daytonskim sporazumom, održani su parlamentarni i predsjednički izbori u rujnu 1996. i rujnu 1998. te općinski izbori u rujnu 1997., a na njima su kandidati nacionalnih stranaka uglavnom dobivali većinu glasova unatoč nastojanjima međunarodnih posrednika da nametnu druge kandidate. U prvo poratno Predsjedništvo BiH 1996. bili su izabrani Alija Izetbegović, Krešimir Zubak i Momčilo Krajišnik. Reintegracija zemlje, u ratu de facto podijeljene, i njezina obnova odvijaju se sporo i otežano zbog međusobnog nepovjerenja i neprevladanih posljedica rata. Međunarodne snage pod zapovjedništvom NATO-a u prosincu 2004. zamijenile su snage Europske unije i partnerskih zemalja (European Force – EUFOR); broj pripadnika EUFOR-a postupno je smanjen s približno 7000 (2004.) na približno 600 (2014.). Na općim izborima održanima početkom 2000-ih (2002., 2006., 2010., 2014.) uz utjecajne nacionalne stranke osnažene su i one socijaldemokratske, napose u Federaciji BiH. Nastojanja HDZ-a BiH za uvođenjem Samouprave na područjima većinski naseljenim Hrvatima bila su 2001. spriječena smjenom Ante Jelavića, hrvatskog člana Predsjedništva BiH. U Republici Srpskoj (RS) nastavljeno je političko suprotstavljanje jačanju državnosti BiH (Milorad Dodik premijer je RS 1998. – 2001. i 2006. – 10., te predsjednik od 2010.). Veći socijalni prosvjedi uzrokovani teškim ekonomskim i društvenim prilikama održani su u veljači 2014. u više gradova Federacije BiH (u manjoj mjeri i u Republici Srpskoj). Nakon izbora u studenome 2014. ustanovljeno je novo Predsjedništvo BiH, članovi kojega su Dragan Čović, Mladen Ivanić i Bakir Izetbegović. Nakon novih općih izbora u listopadu 2018. članovi Predsjedništva BiH (od studenoga 2018.) postali su Željko Komšić, Milorad Dodik i Šefik Džaferović.

## Vanjske poveznice
- BiH postaje samostalnom državom - Daytonski sporazum  Arhivirana inačica izvorne stranice od 4. rujna 2019. (Wayback Machine) u Dragutin Pavličević, Kratka politička i kulturna povijest Bosne i Hercegovine, Hrvatski informativni centar, Zagreb, 1998.